# ひのき (ケーブルテレビ)
株式会社ひのき（通称：CUEtv）は、徳島県板野郡北島町に本社があるケーブルテレビ局である。旧称は北島CATV（きたじまシーエーティーヴィ）。2005年からは上板町でのサービスも開始した。

## サービスエリア
- 徳島県板野郡
  - 北島町
  - 松茂町
  - 上板町

## 主な放送チャンネル

### 地上波系列別再送信局
| NHK G   | NHK E   | NNN/NNS             | ANN            | JNN      | TXN        | FNN/FNS    | JAITS                   |
| ------- | ------- | ------------------- | -------------- | -------- | ---------- | ---------- | ----------------------- |
| NHK徳島 | NHK徳島 | 四国放送 読売テレビ | 朝日放送テレビ | 毎日放送 | テレビ大阪 | 関西テレビ | サンテレビ テレビ和歌山 |

### テレビ局
| デジタル    | 放送局                                       |
| ----------- | -------------------------------------------- |
| D01(D011)   | 四国放送                                     |
| D02(D021)   | NHK徳島Eテレ                                 |
| D03(D031-0) | NHK徳島総合                                  |
| D09(D031-1) | サンテレビ                                   |
| D04(D041)   | 毎日放送                                     |
| D05(D051)   | テレビ和歌山                                 |
| D06(D061)   | 朝日放送テレビ                               |
| D07(D071)   | テレビ大阪                                   |
| D08(D081)   | 関西テレビ                                   |
| D10(D101)   | 読売テレビ                                   |
| D11(D111)   | キューテレビ （コミュニティチャンネル）      |
| D11(D113)   | QVCショッピングチャンネル                    |
| D12(D121)   | けーぶる12                                   |
| B101        | NHK BS                                       |
| B141        | BS日テレ                                     |
| B151        | BS朝日                                       |
| B161        | BS-TBS                                       |
| B171        | BSテレ東                                     |
| B181        | BSフジ                                       |
| B191        | WOWOWプライム                                |
| B192        | WOWOWライブ                                  |
| B193        | WOWOWシネマ                                  |
| B200        | BS10                                         |
| B201        | BS10スターチャンネル                         |
| B211        | BS11イレブン                                 |
| B222        | BS12 トゥエルビ                              |
| B231        | 放送大学テレビ                               |
| B234        | グリーンチャンネル                           |
| B236        | BSアニマックス                               |
| B242        | J SPORTS 1                                   |
| B243        | J SPORTS 2                                   |
| B244        | J SPORTS 3                                   |
| B245        | J SPORTS 4                                   |
| B251        | BS釣りビジョン                               |
| B252        | WOWOWプラス                                  |
| B255        | BS日本映画専門チャンネル                     |
| B256        | ディズニー・チャンネル                       |
| B260        | J:COM BS                                     |
| B265        | BSよしもと                                   |
| 4K 101      | NHK BSプレミアム4K                           |
| 8K 102      | NHK BS8K                                     |
| 4K 141      | BS日テレ 4K                                  |
| 4K 151      | BS朝日 4K                                    |
| 4K 161      | BS-TBS 4K                                    |
| 4K 171      | BSテレ東 4K                                  |
| 4K 181      | BSフジ 4K                                    |
| 4K 191      | WOWOW 4K                                     |
| 4K 211      | ショップチャンネル 4K                        |
| 4K 221      | 4K QVC                                       |
| J510        | J SPORTS 3                                   |
| J513        | J SPORTS 1                                   |
| J512        | J SPORTS 2                                   |
| J576        | 釣りビジョン                                 |
| J541        | アニマックス                                 |
| J581        | フジテレビTWO ドラマ・アニメ                 |
| J580        | MONDO TV                                     |
| J570        | 囲碁・将棋チャンネル                         |
| J539        | ディズニー・チャンネル                       |
| J504        | ディズニージュニア                           |
| J577        | 旅チャンネル                                 |
| J511        | スカイA                                      |
| J512        | GAORA SPORTS                                 |
| J518        | 日テレジータス                               |
| J517        | ゴルフネットワーク                           |
| J582        | フジテレビONE スポーツ・バラエティ           |
| J522        | 映画・チャンネルNECO                         |
| J534        | 時代劇専門チャンネル                         |
| J533        | FOX                                          |
| J537        | ミステリーチャンネル                         |
| J538        | TBSチャンネル1                               |
| J545        | テレ朝チャンネル1 ドラマ・バラエティ・アニメ |
| J546        | ホームドラマチャンネル                       |
| J562        | スペースシャワーTV                           |
| J563        | MTV                                          |
| J561        | MUSIC ON! TV                                 |
| J564        | 歌謡ポップスチャンネル                       |
| J540        | カートゥーン ネットワーク                    |
| J542        | キッズステーション                           |
| J551        | 日経CNBC                                     |
| J557        | BBCニュース                                  |
| J552        | 日テレNEWS24                                 |
| J554        | TBSニュースバード                            |
| J558        | テレ朝チャンネル2 ニュース・スポーツ         |
| J559        | ナショナル ジオグラフィック                  |
| J569        | TBSチャンネル2                               |
| J698        | フジテレビNEXT ライブ・プレミアム            |
| J515        | J SPORTS 4 HD                                |
| J602        | Mnet                                         |
| J544        | アニメシアターX (AT-X)                       |
| J526        | 衛星劇場                                     |
| J525        | 東映チャンネル                               |
| J523        | V☆パラダイス                                 |
| J585        | グリーンチャンネル                           |
| J586        | グリーンチャンネル2                          |
| J588        | SPEEDチャンネル                              |
| J290        | プレイボーイチャンネル                       |
| J292        | レインボーチャンネル                         |
| J293        | ミッドナイト・ブルー                         |
| J295        | パラダイステレビ                             |
| J291        | レッドチェリー                               |

- デジタル放送はJC-HITSを導入している。
- 光ファイバーを引き込んだ加入者に対してBSデジタル放送・東経110度CSデジタル放送をパススルー方式で再送信しており、市販の受信機で視聴出来る。
- 徳島県内のケーブルテレビ局でいち早くサンテレビ・テレビ和歌山のデジタル放送を開始した局である。
- WiMAXサービスを徳島県内のCATVで唯一実施している。サービスエリアは北島町・松茂町・上板町（全域）と藍住町・板野町（一部）。
- 2011年7月7日に自主放送内でデータ放送を開始した。データ放送を使った見守りサービスなど独自のサービスを行っている。
- テレビせとうちのアナログ放送の区域外再放送は2011年7月24日に終了した。
- デジアナ変換サービスは2015年3月31日で終了。ただし、四国放送およびNHKについては統一地方選挙（徳島県）の政見放送に対応する為に4月末まで放送。
- MVNOサービスを2015年4月から提供開始。キューモバイルという名称で格安スマホサービスを行っている。
- BWAサービスを2017年4月から提供開始。キューコネクトという名称でLTE高速無線インターネットサービス（完全使い放題）を行っている（旧WiMAXから移行）。

### 読売テレビのデジタル区域外再放送
同社によると読売テレビのデジタル区域外再放送は同局と同一系列である地元局・四国放送が反対しており、読売テレビもこれを理由に同意しなかったという。この為に徳島県内のほとんどのケーブルテレビ局で読売テレビのデジタル区域外再放送が相次いで中止される中、同社は大臣裁定申請を行いデジタル区域外再放送の同意を得ようとした。その結果、最高裁判決まで縺れた末にサービスエリア全域での読売テレビのデジタル区域外再放送が認められた。以下にその経緯を纏めた。
- 2006年（平成18年） - 協議開始。以後5年間協議を続ける[1]。
- 2011年（平成23年）
  - 6月21日 - 当社が大臣裁定を申請[2]。
  - 10月20日 - 大臣裁定申請が拒否処分となる[3]。
  - 11月7日 - 当社が異議申立てを提起[3]。
- 2012年（平成24年）
  - 11月28日 - 拒否処分取り消し。大臣裁定の手続きに入る[4]。
  - 12月 - 日本テレビが大阪地方裁判所にひのきが行っている読売テレビ区域外再放送の差止めを求める仮処分申し立てを行う[1]。
- 2013年（平成25年）
  - 5月 - 大阪地方裁判所が仮処分申し立てを却下する[1]。
  - 6月26日 - 電気通信紛争処理委員会が以下の答申を取りまとめる[5]。
    - 北島町と松茂町について、読売テレビは区域外再放送に同意しなければならない。
    - 上板町について、読売テレビは区域外再放送に同意しなければならないとは認められない。ただし、区域外再放送に同意しない場合であっても一定期間の経過措置（区域外再放送継続）は講じられるべきである。

  - 7月23日 - 総務省が裁定を実施[6]。
  - 8月 - 当社が上板町で区域外再放送が認められない部分について異議申し立てを申請。
- 2015年（平成27年）
  - 2月18日 - ひのき・読売テレビ双方から出されていた、裁定への異議申し立てを棄却することを電波監理審議会が議決[7]。
  - 6月 - 当社が東京高等裁判所に行政訴訟を行う。
- 2017年（平成29年）
  - 12月7日 - 東京高等裁判所は、総務大臣が平成27年2月25日付で行った異議申し立ての棄却を取り消し、上板町における区域外再放送も認める判決を言い渡す。
  - 12月 - 国が東京高等裁判所の判決を不服とし、最高裁へ上告申し立て。
- 2018年（平成30年）9月6日 - 最高裁判所が上告審として受理しないとして判決が確定。徳島県板野郡北島町・松茂町・上板町での読売テレビのデジタル区域外再放送が認められる[8]。
- 2021年（令和3年）3月31日 - 当社から徳島県板野郡北島町・松茂町・上板町での読売テレビのデジタル区域外再放送について同社の同意が得られる見込みであることが発表された[9]。

## 受賞歴
- 2012年 地方の時代映像祭 ケーブルテレビ部門 優秀賞「だから、自閉症が好き!」[10]

## 映像提供
- COOL JAPAN FOOTBALL＜SPORT PLUS＞ 柿谷曜一朗の覚醒（フジテレビ） 2013年7月14日放送
- 今夜解禁!石橋貴明のスポーツ伝説…光と影 柿谷曜一朗挫折から復活へ（TBS） 2014年4月6日放送